# Džem (princ)
Džem (turecky Cem,  جم بن محمد; 23. prosince 1459 Edirne – 25. února 1495 Neapol) byl turecký princ, básník a uchazeč o osmanský trůn. Po smrti svého otce Mehmeda II. se pokusil převzít vládu a asi 18 dní panoval jako sultán (Džem sultán, Cem Sultan) nad malou částí Osmanské říše. Když ve střetu o následnictví převládl jeho bratr Bájezíd II., našel azyl na ostrově Rhodos. Jako záruka proti útočným plánům svého bratra strávil zbytek života v evropském exilu. Ve Francii, kde žil téměř sedm let, psal básně a romány vyprávějící o jeho údajných dobrodružstvích a milostných úspěších.